# Iwan Szygalow
Iwan Iwanowicz Szygalow (ur. 15 grudnia?/28 grudnia 1900 w Kirżaczu, zm. 26 stycznia 1946 w Moskwie) – podpułkownik NKWD, jeden ze sprawców zbrodni katyńskiej.
W 1911 skończył 3 klasy szkoły parafialnej w Kirżaczu, potem pracował jako sprzedawca w sklepie, następnie młynarz, od 15 sierpnia 1919 do 15 lipca 1921 służył w Armii Czerwonej. Od 15 lipca 1921 do 15 maja 1925 służył w wojskach Czeki/GPU/OGPU, w styczniu 1931 został kandydatem na członka, a w sierpniu 1932 członkiem WKP(b). Od 1 września 1932 był naczelnikiem biura przepustek OGPU, od 1 września 1934 funkcjonariuszem do zadań specjalnych Zarządu Administracyjno-Gospodarczego NKWD (AChU), 1936 naczelnikiem biura przepustek komendantury AChU NKWD ZSRR, od 1938 komendantem NKWD obwodu moskiewskiego i p.o. szefa Oddziału Administracyjno-gospodarczego (AChO) NKWD tego obwodu w stopniu lejtnanta, od 17 marca 1940 starszego lejtnanta, od 10 lutego 1943 majora, a od 10 grudnia 1943 podpułkownika. Wiosną 1940 wyróżnił się w mordowaniu polskich jeńców w Katyniu, za co 26 X 1940 otrzymał od Ławrientija Berii nagrodę pieniężną.

## Odznaczenia
- Order Lenina (21 lutego 1945)
- Order Czerwonego Sztandaru (dwukrotnie - 20 września 1943 i 3 listopada 1944)
- Order Czerwonej Gwiazdy (28 listopada 1936)
- Order „Znak Honoru” (19 grudnia 1937)
- Odznaka Zasłużony Funkcjonariusz Czeka-OGPU-NKWD (8 kwietnia 1934)